# Ост-Индия

Ост-Индия
Британская Индия
Западная Новая Гвинея
Вест-Индия
Страны, иногда относимые к Вест-Индии

Ост-И́ндия (нидерл. Oost-Indië, буквально — Восточная Индия) — термин, употреблявшийся в прошлом в отношении территории Индии и некоторых других стран Южной и Юго-Восточной Азии. Возник в противовес термину Вест-Индия, после того как, путешествуя в восточном направлении (от Европы), европейцы, считавшие в то время Индией открытые Христофором Колумбом острова Карибского моря в Америке, достигли берегов полуострова Индостан.
Название «Ост-Индия» длительное время сохранялось в связи с колониальной деятельностью Ост-Индских компаний:
- Британской, основанной в 1600 году;
- Датской, основанной в 1616 году;
- Нидерландской, основанной в 1602 году;
- Португальской, основанной в 1628 году;
- Французской, основанной в 1664 году;
- Шведской, основанной в 1731 году.

Различают Британскую Ост-Индию (или собственно Индию) и Голландскую Ост-Индию.

## Британская Ост-Индия
Британская Индия (англ. British Raj) — название британского колониального владения в Южной Азии с середины XVIII века по 1947 год. Постепенно расширявшаяся территория колонии со временем охватила территории современных Индии, Пакистана и Бангладеш (и до 1937 года — Бирмы). Термином Британская Индия обычно называют всю территорию колониального владения, хотя, строго говоря, он относился только к тем частям субконтинента, которые находились под непосредственным британским управлением (администрация сначала в форте Уильям, а потом — в Калькутте и Дели); помимо этих территорий существовали так называемые «туземные княжества», формально находившиеся лишь в вассальной зависимости от Короны.
В 1947 году Британской Индии была предоставлена независимость, после чего страна была разделена на два доминиона — Индию и Пакистан (сохраняли статус доминиона до 1950 и 1956 гг. соответственно). Пакистан, в свою очередь, распался в 1971 году с образованием государства Бангладеш.

## Голландская Ост-Индия
Голландская Ост-Индия или Нидерландская Индия (нидерл. Nederlands-Indië) (сейчас Индонезия) включала в себя острова Малайского архипелага: Суматру, Яву, Мадуру, Целебес и часть острова Калимантан, остров Банка, Малые Зондские острова, Молуккские и другие острова, западную часть Новой Гвинеи. Общая площадь голландских владений в этом районе составляла 1915 тыс. км². Основные хозяйственные культуры: рис, маис, хлопок, сахарный тростник, табак, кофе, чай, индиго. Управление Нидерландской Ост-Индией осуществлял генерал-губернатор. Главные города: Бютенцорг и Батавия (в настоящее время — Богор и Джакарта соответственно).